# Шал-акын
Шал-акын. (каз. Шал-ақын, настоящее имя Тлеуке Кулекеулы каз. Тілеуке Құлекеұлы, 1748 — 1819) — казахский акын и импровизатор. Выходец из подрода Баимбет рода Атыгай племени Аргын, Среднего жуза.

## Биография
Тлеуке Кулекеулы родился в 1748 году, в равнине реки Есиль. Его мать была дочерью известного Толе-би, выходца из рода Уйсун, Старшего жуза. А отец, Кулеке борцом против калмыцких захватчиков и другом Абылай-хана. В 1742 году он был в числе тех людей, которые представляя Средний жуз, приняли подданство Российской империи.
Настоящее имя Шал-акына — Тлеуке, но среди народа он получил имя Шал-акын, так как несмотря на юность был рассудителен и находчив.
В своих статьях Чокан Валиханов писал, что Тлеуке удалось собрать много преданий о казахских родах, о генеалогии ханов и создать на этой основе эпос. Он также писал, что летописи, созданные Шалом начали постепенно забываться.
Когда Тлеуке было 15 лет, у его отца была лошадь по имени Куренкей. Сын Абылая, попросил у хозяев эту лошадь, для участия в набеге. Затем, заметив её выносливость, решил оставить коня у себя. Тогда Кулеке, вместе со своим сыном, отправился в ханскую ставку для объяснения Абылаю всей обстановки. Хан, выслушав гостя сказал:
Кулеке, ты ведь и сам батыр, скота в твоей семье не мало. Неужто ты проделал такой длинный путь ради одного жеребенка?
На этом их разговор закончился. Вечером в ауле начались гуляния. Тлеуке всю ночь веселился с жителями этого аула, качался на качелях, пел песни. Тогда была осень, к утру похолодало, начался дождь. Когда овец выводили на пастбище, один из барашков попал в болото и начал тонуть. Абылай обратив на это внимание, сделал замечание прислуге и тот вытащил барана. Тлеуке обратил на это внимание.
Народ проснулся и уже собирался уходить, тогда хан сказал им:
Сынок, это твое пение было слышно этой ночью? На сколько мне известно у нас нет человека с таким голосом. Спой-ка мне перед уходом
Кулеке спел песню о доброте и справедливости, о том, какую важность имеет скот для кочевника, о любви хана к народу. Услышав это пение, хан признал свой проигрыш и решил вернуть отцу Шала жеребца, при этом добавив от себя ещё одного коня. Но Кулеке вернулся не довольным, его мечта, что сын станет батыром, не сбывалась.
Шал стал известным. Теперь он полностью посвятил себя творчеству.
Песни и жыры акына описывают алчность и скромность человека, невежество и разум, богатство и бедность, добро и зло. Им были написаны произведения — «О джигите»,"Если джигит всезнайством кичится", «Облик женщины» «Поняв, как дороги отец и мать» и т.д.
Шал участвовал во многих айтысах, («Айтыс Шал-акына и джигита», «Айтыс Шал-акына и девушки», «Айтыс Шал-акына и байбише»).
Многие его слова стали крылатыми. В 1929 году были напечатаны его первые стихи. А в 1958 году, 8 его стихов появились в газете «Қазақ әдебиеті». В 1960 году на свет вышли исследования о его творчестве. Так же, его творения были включены в издания «Шал ақын» «Бес ғасыр жырлайды» и «Алдаспан».
Тлеуке умер в 1819 году. Похоронен рядом с селом Сергеевка. Его могила затерялась среди других могил, на правом берегу реки Есиль.

## Память
В 1999 году Сергеевский район Северо-Казахстанской области был переименован в район Шал-акына.